# Krzemów
Krzemów – wieś w Polsce położona w województwie lubuskim, w powiecie sulęcińskim, w gminie Krzeszyce.
W latach 1975–1998 miejscowość administracyjnie należała do województwa gorzowskiego.

## Położenie
Przez południową część wsi przepływa Kanał Bema – głębokości do 2 metrów i szerokości do 10 metrów. Krzemów jest od północy osłonięty powojennym wałem przeciwpowodziowym separującym go od rzeki Warty płynącej w odległości około 2 km. Przez kanał można przedostać się w kilku miejscach mostami do wsi Łukomin. Kanał jest regulowany tamą położoną kilka kilometrów w górę. Obfituje głównie w drobne ryby, a także bobry.
W wiosce mieszka około 70 osób.
W najwyżej położonym punkcie znajduje się kościół pw. Matki Bożej Nieustającej Pomocy, filia parafii w Kołczynie.